# Kappa Herculis
Désignations
κ Her A : HR 6008, BD+17°2964, HD 145001, FK5 1421, HIP 79043, SAO 101951, NSV 7471, AAVSO 1603+17

Kappa Herculis (κ Her, κ Herculis) est une étoile double de cinquième magnitude de la constellation d'Hercule. Les noms traditionnels attribués à l'étoile sont Marsic, Marfik ou Marfak, qui proviennent tous de l'arabe لمرفق Al-Mirfaq signifiant "le coude", un nom (ou des variantes de celui-ci) qu'elle partage avec α Persei et λ Ophiuchi.

## Propriétés
Kappa Herculis est une étoile géante jaune de type spectral G7III Sa magnitude apparente est de 4,99. Avec une masse égale à 3 masses solaires et un rayon de 16 rayons solaires, l'étoile possède une luminosité bolométrique totale égale à 150 fois celle du Soleil. La mission Gaia a estimé sa distance à environ 121 pc (∼395 al) de la Terre.

## Nom traditionnel chinois
En chinois, 天市右垣 (Tiān Shì Yòu Yuán), signifiant le mur droit de l'enceinte du marché céleste, fait référence à un astérisme qui représente sept anciens état de Chine et qui marque la limite droite de l'enceinte, constitué de κ Herculis, β Herculis, γ Herculis, γ Serpentis, β Serpentis, δ Serpentis, α Serpentis, ε Serpentis, δ Ophiuchi, ε Ophiuchi et ζ Ophiuchi. Par conséquent, κ Herculis elle-même est appelée 天市右垣三 (Tiān Shì Yòu Yuán sān, la troisième étoile du mur droit de l'enceinte du marché céleste), représentant l'état Jin (晉) (ou Tsin),, avec 36 Capricorni dans l'astérisme des Douze États.